# Тёмная сцена
Schwarze Szene (с нем. — «Тёмная сцена») — собирательный термин для именования субкультур, опирающихся на художественные традиции средневековья, викторианской готики и неоготики модерна. Также используется название «dark-культура» или «тёмная культура», а также «шварц-сцена».
Формирование «тёмной культуры» началось в середине 1980-х годов на основе готической субкультуры. Во второй половине 1990-х «тёмная культура» достигла новой стадии развития. Её характерными признаками стали культ индивидуализма и оригинальности, пристрастие к сверхъестественному, ограничение круга общения. В 2000-е годы она представляла собой большое количество подстилей, стилистически схожих и объединённых общим мировоззрением, среди которых классическая готика, романтик-готика, «вампирская» готика, риветхеды, готик-индастриал, фетиш- и BDSM-готика, постпанк, дэт-рок, EBM-культура, дэт-метал, блэк-метал, дум-метал, J-рок, дарк-фрик и другие.
Представители субкультуры выделяются театральностью и эпатажностью, зачастую смело экспериментируя со внешним видом. Помимо этого, носители «тёмной культуры» уделяют внимание различным девиациям, таким как андрогинность и транссексуализм. В этой среде также распространены игры, связанные с различными этапами исторического развития общества (эпоха Средневековья, Викторианская Англия, готические postpunk и batcave, киберпанк и прочие).